# سیارک ۸۶۸۰
سیارک ۸۶۸۰ (به انگلیسی: 8680 Rone، نامگذاری:1992EJ9) هشت هزار و ششصد و هشتادمین سیارک کشف شده‌است که در ۲ مارس ۱۹۹۲ کشف شد.
قدر مطلق سیارک برابر ۱۳٫۱۰ است.